# Замкнений клас функцій алгебри логіки
За́мкнений клас фу́нкцій а́лгебри ло́гіки — така множина P функцій алгебри логіки, замикання якої відносно операції суперпозиції збігається з ним самим, тобто [P] = P.
Тобто, довільна функція, яку можна представити формулою з використанням функцій множини P, також входить в цю множину:
- {\displaystyle \forall f(x_{1},\ldots ,\ x_{n})\in P:\;\;f(x_{i_{1}},\ldots ,\ x_{i_{n}})\in P} (замкнутість щодо заміни змінних);
- {\displaystyle \forall f(x_{1},\ldots ,\ x_{n}),\ g_{i}(x_{1},\ldots ,\ x_{n})\in P:\;\;f(x_{1},\ldots ,\ g_{i}(x_{1},\ldots ,\ x_{n}),\ \ldots ,\ x_{n})\in P} (замкнутість щодо суперпозиції).

Замкненим класом функцій алгебри логіки є, наприклад, клас {\displaystyle ~P_{2}} всіх функцій алгебри логіки.
В 1941 році Еміль Пост надав повний опис замкнених класів, який назвали решіткою Поста.

## Приклади
Особливо важливими замкнутими класами є так звані передповні класи:
- клас функцій, що зберігають константу 0:
{\displaystyle T_{0}=\left\{f(x_{1},\dots ,x_{n}):\ f(0,\dots ,0)=0\right\}}.
- клас функцій, що зберігають константу 1:
{\displaystyle T_{1}=\left\{f(x_{1},\dots ,x_{n}):\ f(1,\dots ,1)=1\right\}}.
- клас самодвоїстих функцій:
{\displaystyle S=\left\{f(x_{1},\dots ,x_{n}):\ f({\overline {x_{1}}},\dots ,{\overline {x_{n}}})={\overline {f(x_{1},\dots ,x_{n})}}\right\}}.
- клас монотоних функцій:
{\displaystyle M=\left\{f(x_{1},\dots ,x_{n}):\ \forall i(a_{i}\leq b_{i})\Rightarrow f(a_{1},\dots ,a_{n})\leq f(b_{1},\dots ,b_{n})\right\}}.
- клас лінійних функцій:
{\displaystyle L=\left\{f(x_{1},\dots ,x_{n}):\ f(x_{1},\dots ,x_{n})=a_{0}\oplus a_{1}x_{1}\oplus \dots \oplus a_{n}x_{n},\;a_{i}\in \{0,1\}\right\}}.

Ні один з передповних класів не міститься повністю в об'єднанні чотирьох інших класів; довільний замкнутий клас, відмінний від {\displaystyle P_{2}}, повністю міститься в хоча б в одному з п'яти передповних класів.
Іншими важливими замкнутими класами є:
- Клас кон'юнкцій K, що є замиканням множини операцій {\displaystyle \{\wedge ,0,1\}}. Він являє собою множину функцій виду {\displaystyle c_{0}\wedge (c_{1}\vee x_{1})\wedge \ldots \wedge (c_{n}\vee x_{n})}.
- Класс диз'юнкцій D, що є замиканням множини операцій {\displaystyle \{\vee ,0,1\}}. Він являє собою множину функцій виду {\displaystyle c_{0}\vee (c_{1}\wedge x_{1})\vee \ldots \vee (c_{n}\wedge x_{n})}.
- Клас U функцій одної змінної, що містить тільки константи, заперечення та селектор (функцію, що тотожна одній зі своїх змінних).
- Клас {\displaystyle O^{m}} функцій (m - натуральне число, більше одиниці), в яких для довільних m наборів, на яких функція рівна нулю, знайдеться змінна, яка теж рівна нулю на всіх цих наборах.
- Класс {\displaystyle O^{\infty }} функцій, для яких виконується умова {\displaystyle f(x_{1},\ldots ,x_{n})\geq x_{i}}.
- Класс {\displaystyle I^{m}} функцій (m - натуральне число, більше одиниці), в яких для довільних m наборів, на яких функція рівна 1, знайдеться змінна, яка теж рівна 1 на всіх цих наборах.
- Класс {\displaystyle I^{\infty }} функцій, для яких виконується умова {\displaystyle f(x_{1},\ldots ,x_{n})\leq x_{i}}.

В 1941 році Еміль Пост показав, що довільний замкнутий клас є перетином скінченної кількості вищеописаних класів. Також Пост встановив, що довільний замкнутий клас може бути порождений скінченним базисом.

## Властивості
- Перетин замкнутих класів є замкнутим класом.
- Об'єднання замкнутих класів може не бути замкнутим класом.
- Доповнення замкнутого класа булевих функцій до множини всіх булевих функцій {\displaystyle P_{2}} не є замкнутим класом.

## Повні класи
Множина A функцій алгебри логіки називається повною системою, якщо її замикання збігається з множиною всіх функцій (для двозначної логіки  [A] = P2). 
Критерій Поста формулює  необхідну і достатнью умову повноти для системи функцій.
Система булевих функцій є повною тоді і тільки тоді, коли вона не міститься повністю ні в одному із передповних класів, тобто {\displaystyle T_{0}}, {\displaystyle T_{1}}, {\displaystyle S}, {\displaystyle M}, {\displaystyle L}.
Повна система називається базисом, якщо вона перестає бути повною при виключенні з неї довільної функції.
Прикладами повних систем із однієї функції є штрих Шефера та стрілка Пірса.
Широко відомими є такі повні системи булевих функцій:
- {\displaystyle \left\{\land ,\lor ,\neg \right\}} (кон'юнкція, диз'юнкція, заперечення) — відповідно до законів де Моргана не є базисом (кон'юнкцію чи диз'юнкцію можна виключити);
- {\displaystyle \left\{\land ,\oplus ,1\right\}} (кон'юнкція, виключна диз'юнкція, константа 1) — є базисом.

Перша система використовується для представлення булевих функцій у вигляді диз'юнктивних та кон'юнктивних нормальных форм, друга — для представлення у вигляді поліномів Жегалкіна.
Максимальна кількість булевих функцій в базисі — 4.
Деколи говорять про систему функцій повну в деякому класі, а також про базис цього класу. Наприклад, систему {\displaystyle \left\{\oplus ,1\right\}} можна назвати базисом класа лінійних функцій.